# Chiesa dell'Immacolata e di San Zenone
La chiesa dell'Immacolata e di San Zenone è una chiesa cattolica situata a Sanzenone, frazione del comune di Ville d'Anaunia in provincia di Trento. È sussidiaria della parrocchiale di Santa Maria Assunta di Tassullo e fa parte dell'arcidiocesi di Trento.

## Storia

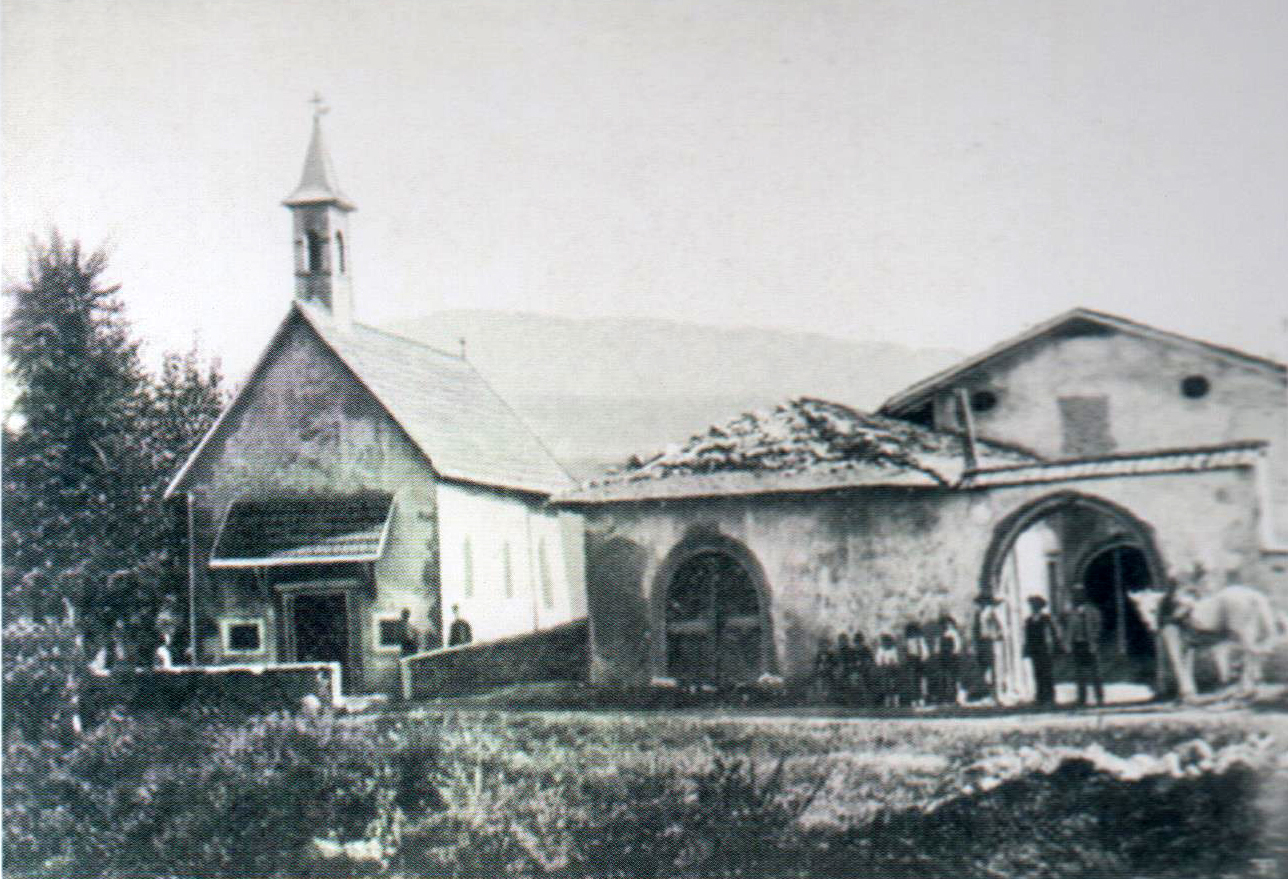
La chiesa a inizio Novecento, non più tardi del 1910

L'epoca di fondazione di questa chiesa è ignota, anche se le indagini archeologiche consentono di collocarla con una buona dose di certezza nel Trecento o anche nel Duecento; diverse fonti affermano che la prima citazione documentale sarebbe del 1360, con un documento che la menzionerebbe come ecclesia Beatae Mariae Virginis et Sancti Zenonis; in realtà l'edificio non viene mai menzionato direttamente nelle fonti dell'epoca, ma diversi riferimenti alla villa S. Zenonis (il primo in un'investitura di Alberto di Ortenburg del 1363) permettono comunque di stabilire che esso in effetti già esisteva.
La prima citazione diretta della chiesa è dell'11 febbraio 1518: in quel giorno, probabilmente a seguito del rifacimento dell'altare o anche di tutto il presbiterio, essa venne riconsacrata dal vescovo suffraganeo di Trento Michele Iorba, che pose nell'altare le reliquie dei santi martiri d'Anaunia, di san Felice e altre, antiche e non determinabili, tratte da quello che era stato sostituito. Negli atti di una visita pastorale di Bernardo Clesio del 1537 appare per la prima l'intitolazione completa alla beata Maria Vergine e a san Zenone, mentre dagli atti di una visita canonica del 1579, effettuata da Girolamo Roccabruna per conto di Ludovico Madruzzo, si apprende che in essa venivano sepolti i bambini.
La chiesa riceve varie altre visite nel corso del Seicento; nel 1672 si rileva la necessità di riparare il tetto, e di nuovo nel 1695, qui insieme anche al pavimento. Nel 1709 Francesco Floriano de Concini di Sanzenone fece aggiungere la cappella laterale e il relativo altare, contenente le reliquie dei santi martiri Cristoforo, Bonifacio e Costanza e consacrato dal vescovo Giovanni Michele Spaur. Nell'Ottocento la valle visse una situazione d'indigenza, che andò a ripercuotersi anche sul mantenimento delle chiese; quella di Sanzenone, così come Sant'Antonio di Rallo e San Paolo di Pavillo, aveva il tetto pressoché in rovina. Lavori di riparazione avvennero entro la fine del secolo, e altri due restauri sono documentati nel 1901-02 (all'epoca si cita anche il fatto che in chiesa non fosse conservata più alcuna reliquia), e uno complessivo e assai impegnativo nel 2003-06; con quest'ultimo, tra le altre cose, vennero rifatti il pavimento e le coperture, installate le vetrate e rimossa la tettoia sopra al portale.

## Descrizione

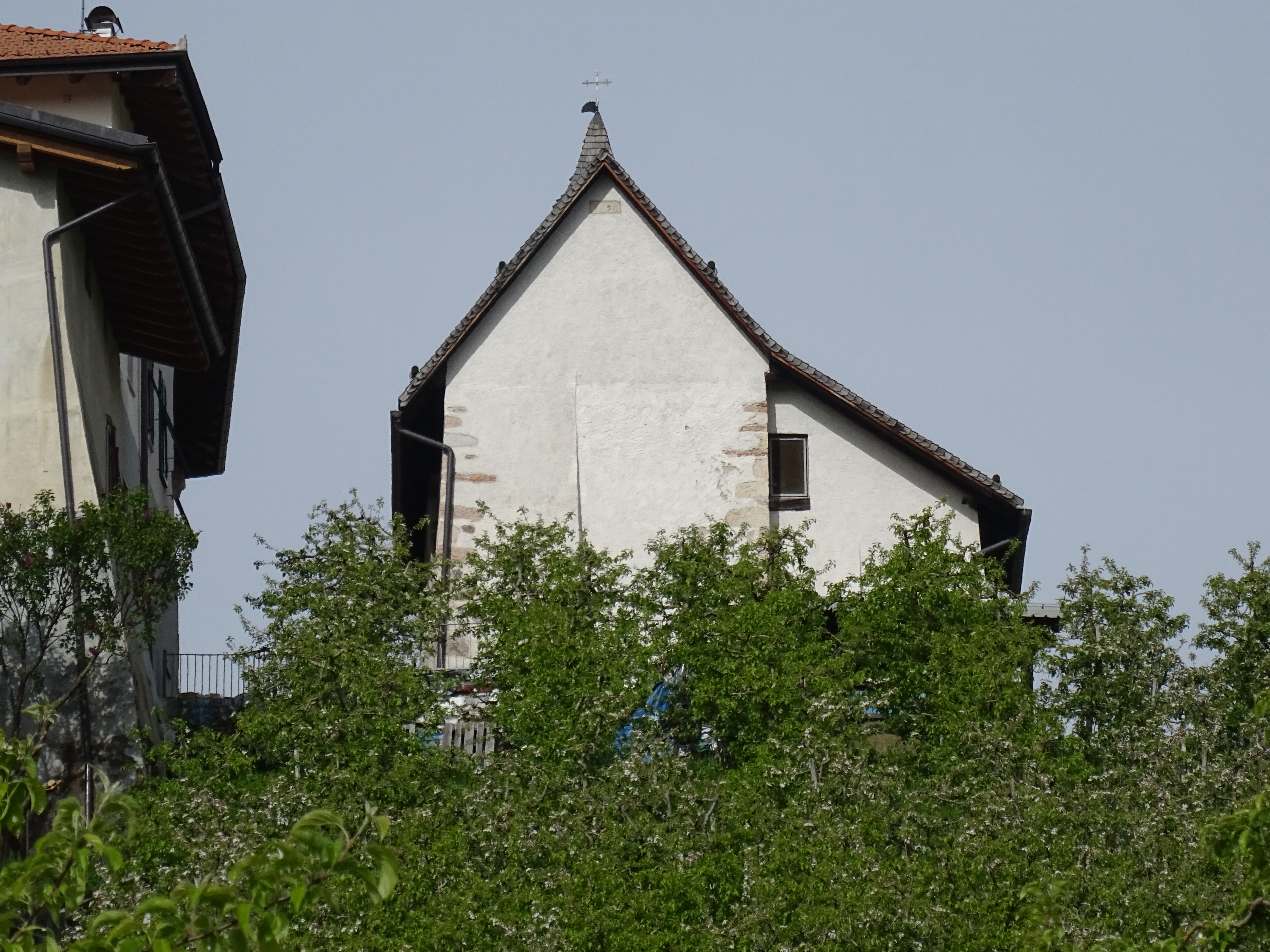
Vista del retro

### Esterno
La chiesetta, in stile gotico e regolarmente orientata verso est, sorge al limite orientale del paese di Sanzenone a cui dà il nome; è circondata da un piccolo sagrato delimitato da un muro di cinta con pilastri all'ingresso, che intorno al 1825 era adoperato come cimitero. Si presenta con facciata a capanna, con spioventi ripidi e cantonali squadrati in calcare rosso; il portale d'accesso lapideo, sostanzialmente identico a quello della vecchia chiesa di San Paolo di Pavillo, è in stile rinascimentale: gli stipiti sono ornati da specchiature a losanga, e i capitelli leggermente aggettanti sostengono l'architrave, decorata da una specchiatura a mezza losanga e mezzo cerchio, il fregio intermedio in calcare rosso e la cornice modanata. Ai lati del portale sono sdraiate due finestrelle rettangolari con grate, reti e cornice in pietra grigia.
Appena sopra al portale, e da esso mozzato dalle ginocchia in giù, è visibile anche un grande affresco di san Cristoforo assai degradato, risalente forse a inizio Cinquecento. Altre due aperture in facciata (una monofora in alto al centro di 105x42 cm e un'altra in alto a destra di 140x63 cm) sono state successivamente tamponate; la prima delle due era ciò che restava di un campanile a vela inglobato nella facciata quando questa venne sopraelevata.
Tre finestre ogivali illuminano il fianco destro (due in navata e una in abside), mentre il fianco sinistro è oscurato dai corpi sporgenti della cappella laterale e della sagrestia, a loro volta dotati di aperture (un oculo ovale in alto al centro per la cappella, e due finestrella quadrate a est e a nord per la sagrestia). In alto al centro sulla parete di fondo è incisa la data 1901, all'interno di una cornice rettangolare.
Il tetto è in tegole di larice; dalla giunzione delle falde sopra alla facciata sporge un manufatto in terracotta dipinta, raffigurante da una zampa artigliata e palmata che ghermisce una sfera. Sul tetto, di poco arretrato rispetto alla facciata, si trova anche un piccolo campaniletto in legno, con cella campanaria aperta da monofore a tutto sesto e cuspide in tegole di larice coronata da banderuola e croce apicale.

### Interno

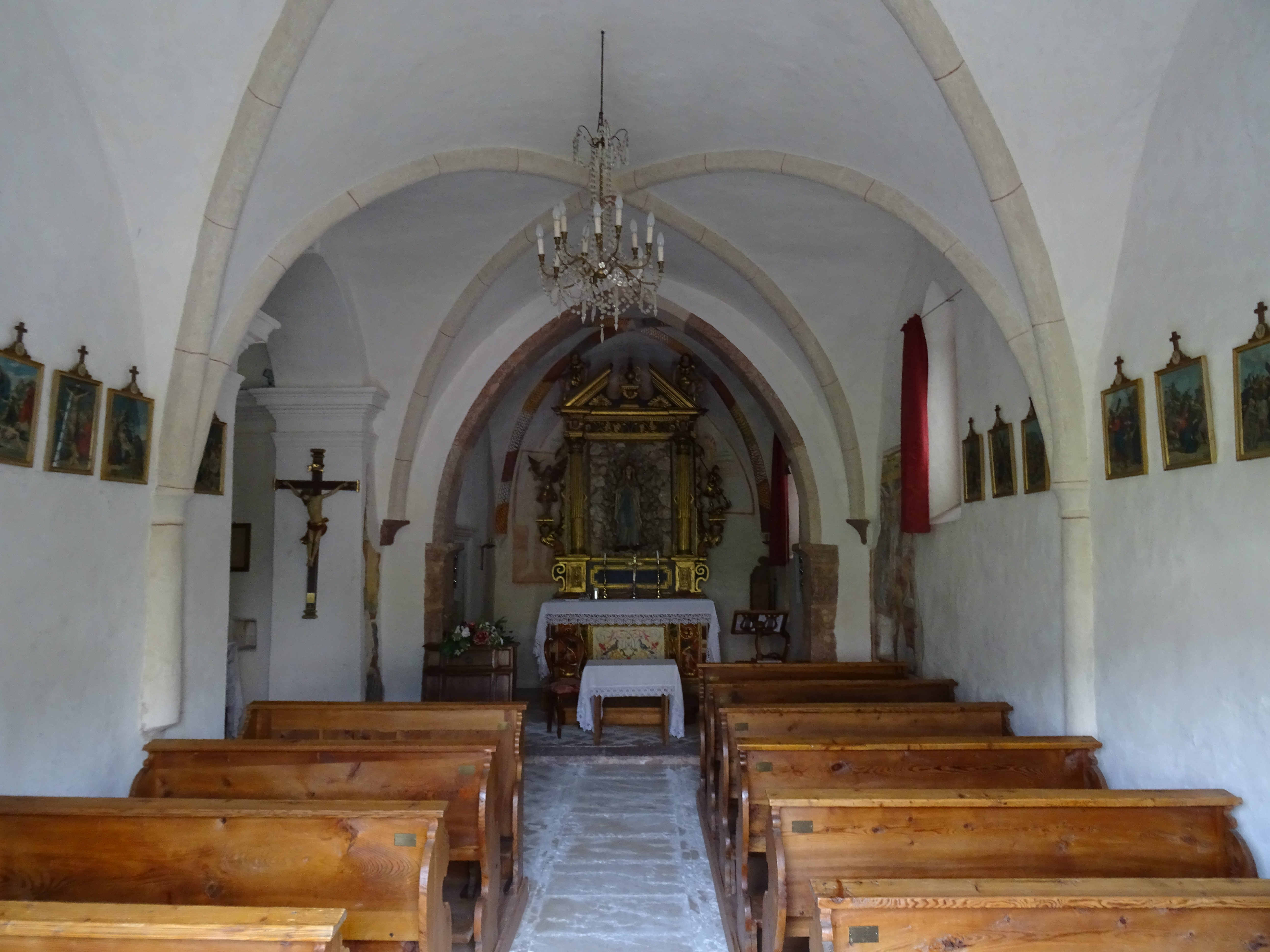
Interno

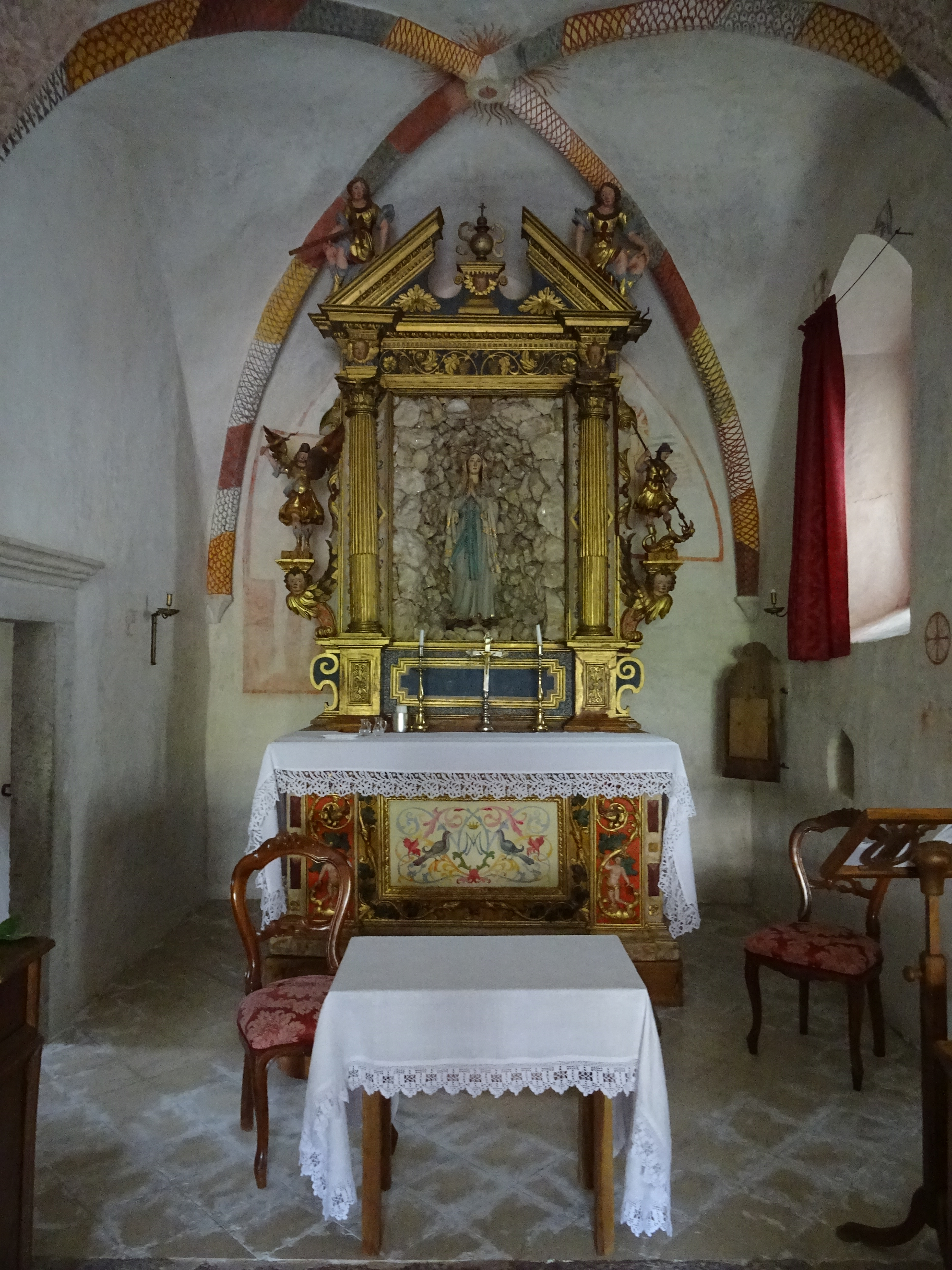
L'altare maggiore

L'interno è interamente pavimentato in pietra calcarea, con quadrotte bianche disposte diagonalmente in tutti gli ambienti tranne per la corsia centrale della navata, dove vi sono invece lastre rettangolari poste in successione. È presente un'unica navata rettangolare, divisa in due campate da altrettante semicolonne, di cui quella sinistra privata della base; su di esse, e su mensoline angolari in calcare rosso, poggiano le volte a crociera, con costoloni scanditi da sottili linee rosse e chiavi di volta dipinte raffiguranti una rosetta rossa (prima campata) e lo stemma della nobile famiglia Concini (seconda campata, uno scudo con fondo rosso, banda bianca obliqua, stella e luna crescente dorate).
La parete sinistra della seconda campata è sfondata da un'arcata a tutto sesto che introduce la breve cappella laterale, voltata a botte e rialzata di due gradini rispetto all'aula. L'arco santo a sesto acuto, con piedritti e conci d'imposta in pietra rossa, introduce al presbiterio quadrato, rialzato di un gradino e dotato di portale lapideo per la sagrestia sulla sinistra. La volta è anche qui a crociera, con costoloni dipinti a campiture alternate verdi, rosse, bianche e gialle, su cui si sovrappongono variegati motivi decorativi tra cui losanghe a rete, ogive e scaglie di drago; la chiave di volta, centrata da un bollo rosso, reca inciso il monogramma IHS ed è circondata da raggi di sole serpeggianti anch'essi rossi.

#### Opere e arredi sacri

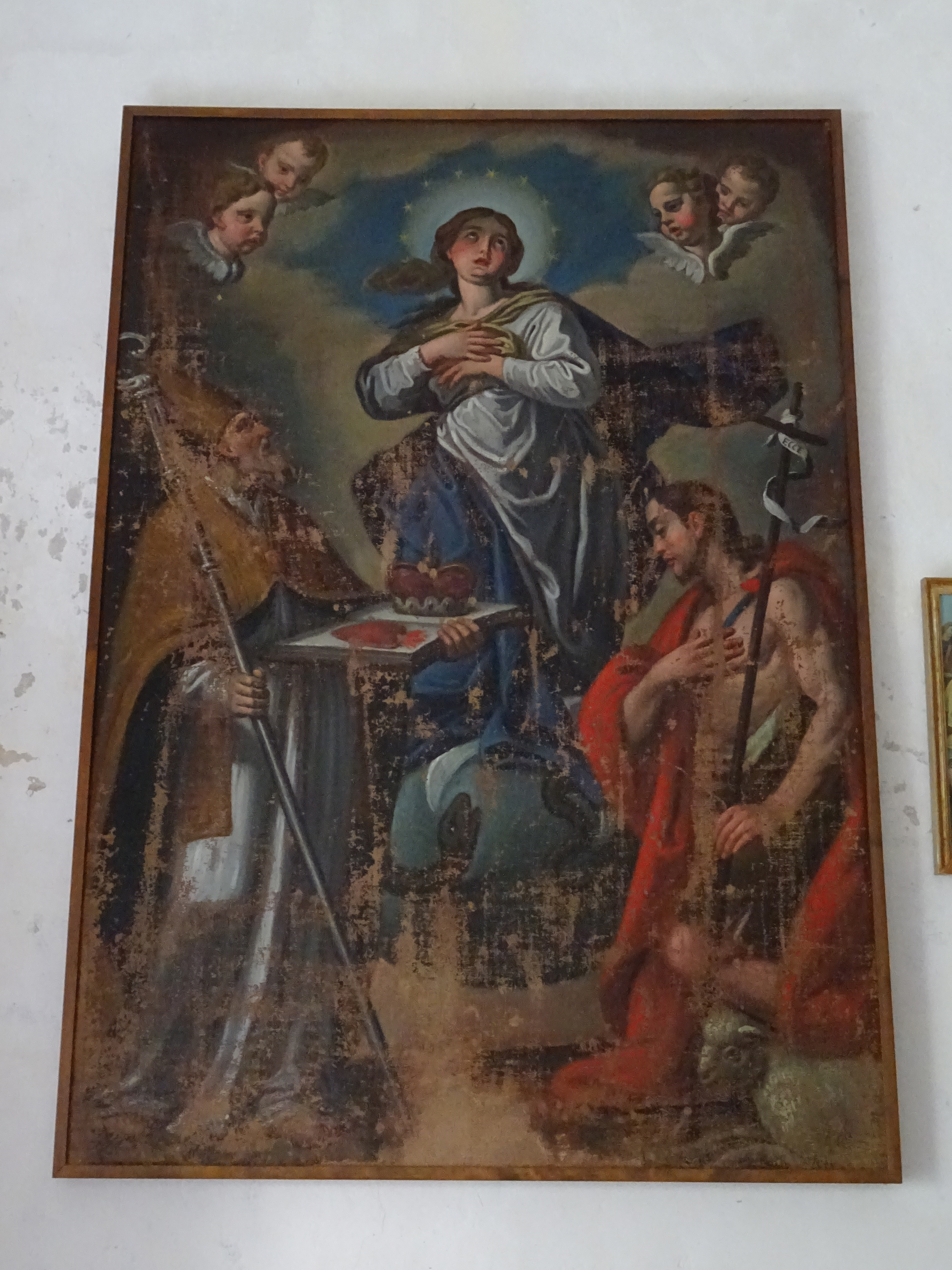
La pala settecentesca con l'Immacolata, san Giovanni Battista e un santo vescovo

L'altare maggiore è in legno dipinto e dorato, opera della bottega degli Strobl e forse in particolare di Pietro Strobl junior; il paliotto è ornato da girali vegetali e da due lesene specchiate, sulle quali sono intagliati dei putti in lotta con dei draghi; l'ancona è composta da una predella con specchiatura mistilinea, due colonne corinzie e un architrave modanato con tralci e grappoli di vite, sormontato da un frontone spezzato e decorato al centro da un vaso con manici ansati. Sopra al frontone sono seduti due angeli, uno dei quali porta la croce, mentre su due mensoline angelomorfe ai lati delle colonne vi sono le statue di san Michele e di san Giorgio e il drago. Al centro dell'altare, al posto della pala, è stata inserita una grotta di Lourdes in quarzo con statua lignea della Madonna Immacolata, entrambe ben posteriori all'altare: la grotta è del 1906, opera forse di un tal Pietro Zenoniani, muratore di Tassullo, e la statua della Vergine è una scultura gardenese del 1904. La pala originaria, tela settecentesca raffigurante l'Immacolata, san Giovanni Battista e un santo vescovo dall'identità incerta, è appesa nella navata.
L'unico altro laterale della chiesa, detto per ragioni non chiare "altare del Comun", è collocato nella cappella laterale; è stato realizzato nel 1707 in legno policromo e dorato da Vigilio Fortunato Prati, il cui nome appare sulla predella insieme a quello del committente, Francesco Floriano de Concini. Il paliotto, poggiante su uno zoccolo a cuscino fogliato, è ornato da motivi vegetali e da cherubini con festoni di frutti sulle due lesene: esso contiene un dipinto del Compianto di Cristo ai piedi della Croce, probabilmente coevo all'altare. L'ancona è fiancheggiata da colonne corinzie poggianti su plinti obliqui, con motivi vegetali attorcigliati, che sostengono l'architrave e il fregio fogliato modanati. Due grandi foglie d'acanto laterali con teste di cherubino sorreggono le statue di santa Teresa d'Avila e di un altro santo carmelitano. Conclude l'altare una cimasa a edicola con cherubini contenente una statuina dell'Immacolata. Nell'ancona è contenuta la pala raffigurante la Madonna del Monte Carmelo con Gesù Bambino, recante lo scapolare e incoronata da due angioletti, risalente al 1704; essa non combacia perfettamente con l'altare ed è quindi stata realizzata per un'altra sede, ma della sua provenienza non si sa nulla.
A destra dell'ingresso è collocata l'acquasantiera, con fusto in calcare bianco e coppa in conglomerato rosso, mentre a sinistra dell'arco santo si trova una casetta per le elemosina a cippo in pietra, databile al Cinquecento. Tra gli arredi lignei, oltre ai banchi in larice di fine Ottocento-inizio Novecento, si annoverano due inginocchiatoi con funzione anche di armadietti, entrambi in legno di noce e risalenti alla prima metà del Settecento, e lo sportello di un confessionale ottocentesco, probabilmente unico pezzo superstite dell'intero mobile, che, caso unico in Trentino, è appeso a una parete del presbiterio. Interessante anche l'arredo della sagrestia, che include una cassettiera settecentesca e un lavabo in pietra sette-ottocentesco incastonato nella parete. Infine, in navata sono appese anche le quattordici stazioni della Via Crucis, semplici cromolitografie d'inizio Novecento, otto a destra e sei a sinistra.

#### Affreschi

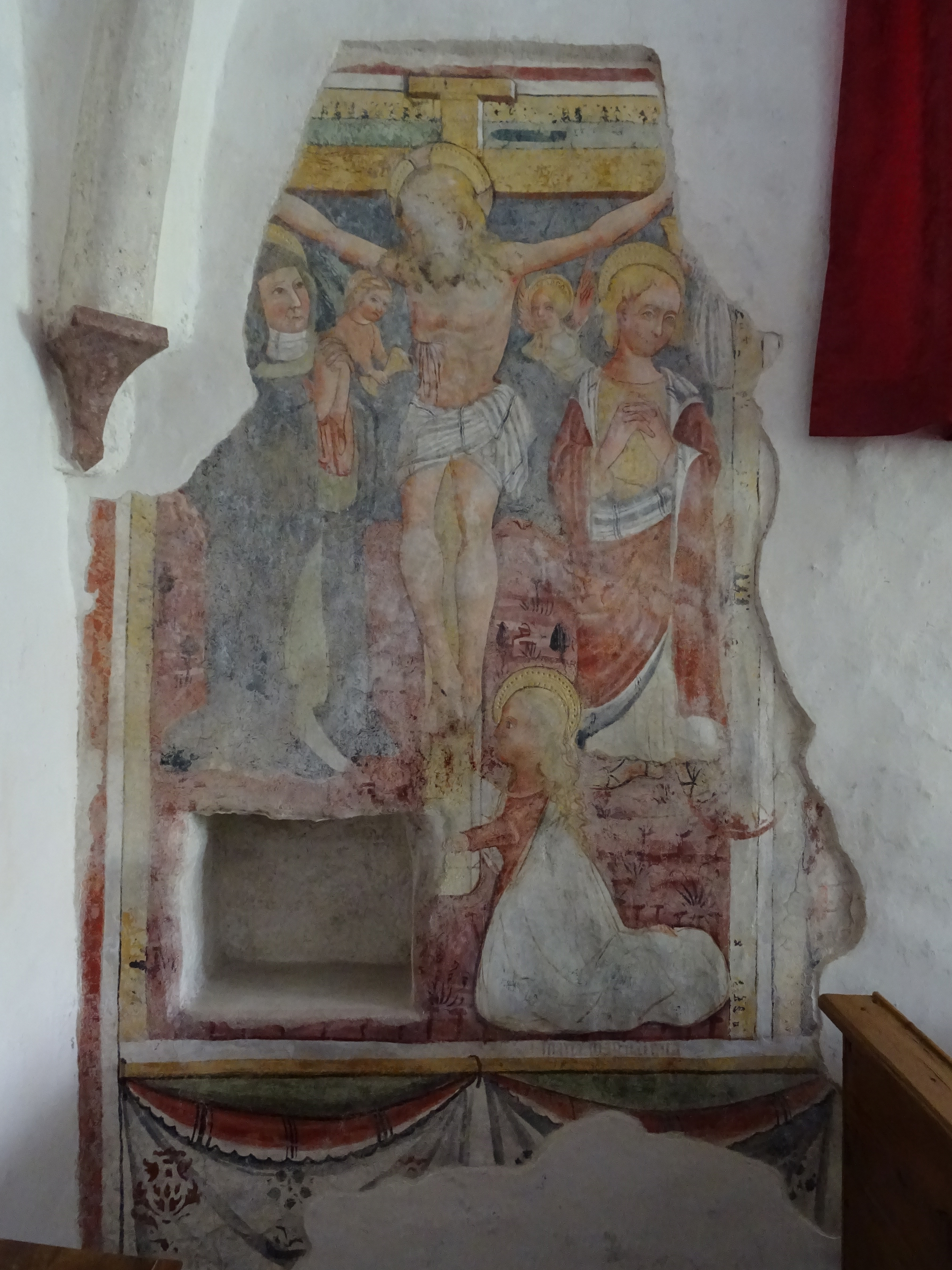
Affresco della Crocifissione

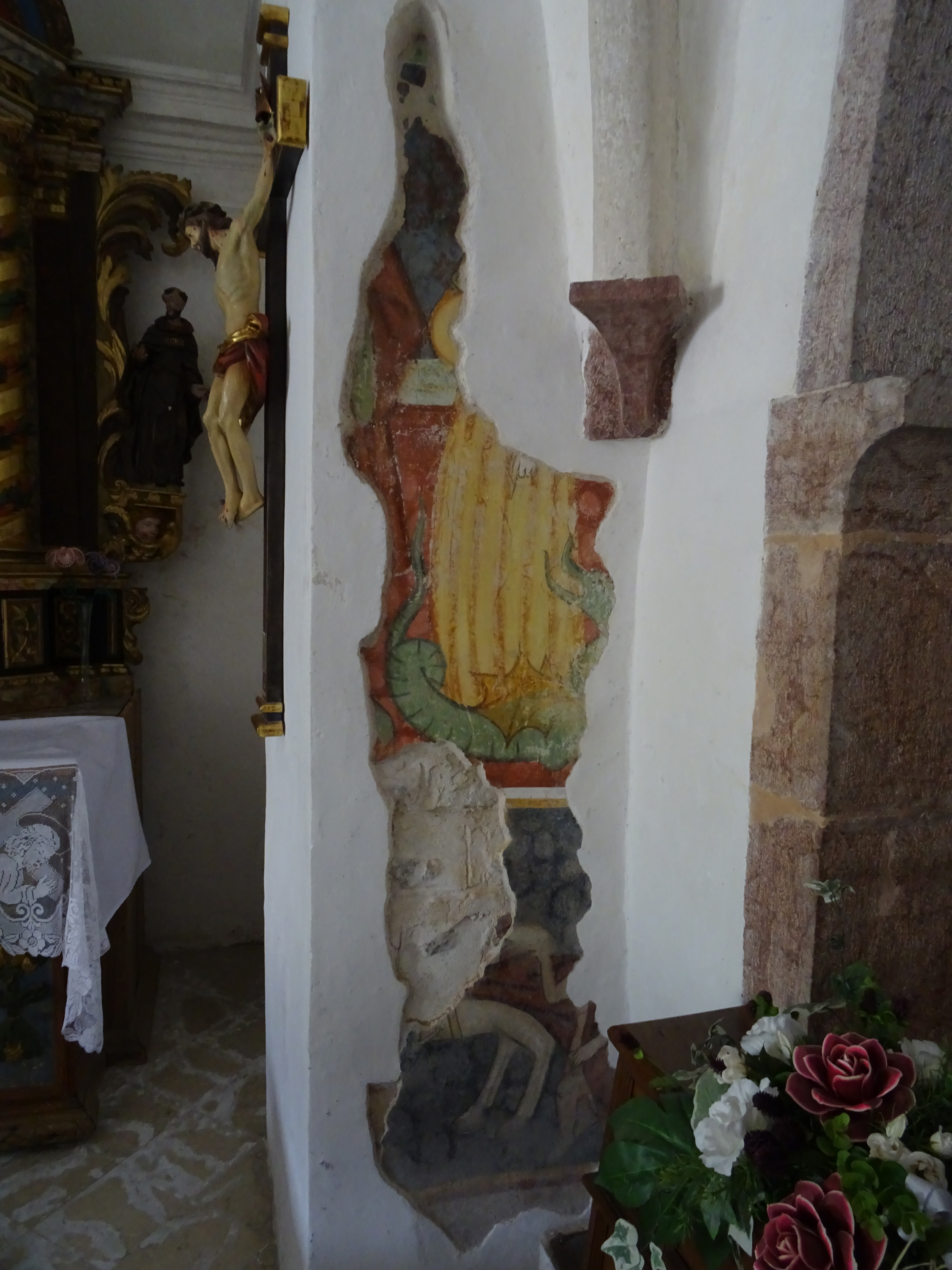
I frammenti degli affreschi di santa Margherita e san Martino

All'interno della chiesa si conservano pochi resti di affreschi; sulla parete destra della seconda campata si trova una Crocifissione attribuita ai fratelli Giovanni e Battista Baschenis: all'interno di una semplice cornice lineare campeggia Gesù crocifisso con due angioletti ai suoi fianchi, uno orante e l'altro che raccoglie in un calice il sangue che sgorga dal costato; ai lati di Cristo vi sono la Madonna e san Giovanni, e inginocchiata ai suoi piedi, più piccola, santa Maria Maddalena. Sotto alla scena della Crocifissione resta il frammento di un affresco di un velario bianco appeso a un bastone dorato, decorato a stampino. Sul lato sinistro della seconda campata, tra le arcate della cappella laterale e dell'arco santo, si trovano alcuni scarni frammenti di affreschi sovrapposti fra loro; i più recenti e meglio visibili, di epoca quattrocentesca, includono la veste di santa Margherita con il drago ai suoi piedi e parte dell'abito marrone di un altro santo al suo fianco, e al di sotto parte della scena di san Martino che taglia il proprio mantello per darlo al mendicante.
Infine, in alto sulla parete di fondo dell'abside, eseguiti a secco su uno strato di scialbatura cinquecentesca, sono dipinti un'altra Crocifissione, con san Giovanni, santo Stefano, la Madonna e la Maddalena, e la figura difficilmente identificabile di un uomo aureolato che tiene un libro.